# Pogonophryne eakini
Pogonophryne eakini är en fiskart som beskrevs av Balushkin, 1999. Pogonophryne eakini ingår i släktet Pogonophryne och familjen Artedidraconidae. Inga underarter finns listade i Catalogue of Life.